# Theodore Gross
Theodore Gross (Louisville, 17 febbraio 1880 – Chicago, 1º dicembre 1951) è stato un ginnasta e multiplista statunitense.

## Carriera
Gross partecipò ai Giochi olimpici di Saint Louis 1904 nelle gare di triathlon e ginnastica. Giunse settimo al concorso a squadre, dodicesimo nel concorso generale individuale, venticinquesimo nel triathlon e sedicesimo nel concorso a tre eventi.